# Александар Гајшек
Александар Гајшек (Београд, 1972) српски је новинар и телевизијско лице.

## Биографија
Гајшек је рођен 1972. године у Београду. Завршио је Шесту београдску гимназију, а потом и Факултет политичких наука у Београду, новинарско-комуниколошки смер. Као стипендиста ИРЕКС-a специјализирао је „новинарство у електронским медијима”. Ожењен је Јеленом Гајшек.
На аудицији РТВ Политика 1995. године примљен је на место спикера информативног програма. На Радио-телевизију Студио Б, прелази 1997, где осим као водитељ Вести у 19 и 22, почиње да ради и као новинар. Аутор је емисија „Моја слика света”, „Спознаја” и серијала „Агапе”, са гостом домаћином, психијатром Владетом Јеротићем. На РТВ-у Студија Б приказано је преко 400 епизода емисије серијала „Агапе”. Од марта 2023. емисија „Агапе” се емитује на Инсајдер ТВ. Гајшек је аутор последњег интервјуа са Његовом светошћу патријархом српским Павлом.

## Филмови
|           | Документарни филм      |
| --------- | ---------------------- |
| Аутор     | Православно монашење   |
| Аутор     | Тајна Николе Тесле     |
| Продуцент | 30 година Јубмес банке |

## Награде
- Гајшек је одликован Граматом патријарха Павла за активно учешће у црквеном животу и мисионарском раду.
- По мишљењу листа Блиц, емисија „Агапе” је проглашена за најбољу емисију у 2006. години.
- Нагређен је наградом радија Смедерево „Бранислав Мане Шакић” за најбољег новинара у Србији.
- Културно-просветна заједница Београда наградила је 2014. године признањем „Златни беочуг” Александра Гајшека и његов серијал Агапе.
- Награду „Благодарје”, Удружења књижевника Србије добио је  за доприносе успешнијем раду УКС и српској култури.